# Gustav Zeitzschel
Gustav Adolf Zeitzschel (* 1. Februar 1868 in Sorau, Niederlausitz; † 8. Januar 1951 in Helmstadt bei Würzburg) war ein deutscher Opernsänger (lyrischer Tenor) und Gesangs- und Klavierpädagoge.

## Leben
Zeitzschel erhielt seine Gesangsausbildung bei der Opernsängerin und Gesangspädagogin Lilli Lehmann. Am 12. August 1897 heiratete er Maria Clara Ehrhardt. Um die Jahrhundertwende schaffte er mit einem Engagement am Stadttheater Frankfurt am Main (1900) und anschließend bis 1902 am städtischen Theater von Aachen seinen künstlerischen Durchbruch als Opernsänger.
Zwischen 1902 und 1904 erhielt er ein Engagement an der Hofoper in Weimar. Dort wurde er mit dem Titel eines „Großherzoglichen Sächsischen Hofopernsängers“ ausgezeichnet. Die nächste Saison (1904/05) war er Mitglied im Ensemble des Nationaltheaters in Berlin; anschließend gastierte er bis 1906 am Neuen Stadttheater in Nürnberg. Zwischen 1906 und 1909 wirkte er am Stadttheater Freiburg und daraufhin bis 1912 in Chemnitz.
Dazu kamen zahlreiche Operngastspiele auf bekannten Opernbühnen sowie Solo-Aufführungen von Konzerten, Oratorien und Soloquartetten.
1913 wurde Zeitzschel durch den noch jungen Richard Tauber als Solist verdrängt, da dieser mit deutlich geringeren Honoraren einverstanden war und außerdem sein Vater, Richard Tauber sen., sich als Direktor des Chemnitzer Stadttheaters vehement für die Karriere seines Sohnes einsetzte.
1915 engagierte die Delog Filmgesellschaft Zeitzschel als Opernsänger für ihre innovativen Singfilme nach dem Beck-Patent. Meistenteils waren dies Stummfilme mit Livemusik (Sänger mit Klavier-Begleitung). Zeitzschel organisierte als Gesangs-Star und werdender Direktor der deutsch-österreichischen Künstlergesellschaft Gesang-Film-Tourneen in Deutschland, Österreich und der Schweiz und sang in zahlreichen Filmopern mit. Später betraute man Zeitzschel offiziell mit der Leitung der Künstlergesellschaft.
Zu seinem Opernrepertoire gehörte: Cavalleria rusticana (Pietro Mascagni), Der Freischütz (Carl Maria von Weber), Die lustigen Weiber von Windsor (Otto Nicolai), Martha (Friedrich von Flotow), Der Waffenschmied (Albert Lortzing).
Zeitzschel heiratete am 7. Februar 1918 Anna Theresia Dunst.
Zu den Volksfilmen, in denen Zeitzschel mitwirkte, gehören: „Das Herz am Rhein“ (1925, Regie Heinrich Lisson), „Du Mädel vom Rhein“ (1922, Regie Hans Felsing), „Ich hatt’ einen Kameraden“ (1914), „Nur auf den Bergen wohnt das Glück“ (1922, Regie Hans Felsing).
Da der Tonfilm und die immer besser werdende Tonqualität bald das Ende für diese Art von Darbietungen brachten, wirkte Zeitzschel nach 1931 fast ausschließlich als Gesangs- und Klavierpädagoge. Bis zu seinem Tode konnte er nur noch für sehr wenige Auftritte gewonnen werden.
Mit 70 Jahren beendete er nach über 3.600 Auftritten endgültig seine Laufbahn als Opernsänger. Seine Abschiedsvorstellung gab er am 15. April 1938 in der St.-Johanniskirche in Würzburg; dort sang er den „Petrus/Pilatus“ in der Johannes-Passion von Heinrich Schütz.